# Santa Maria, Laguna

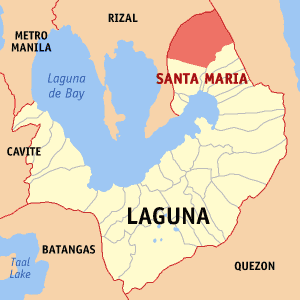
Bản đồ Laguna với vị trí của Santa Maria

Santa Maria là một đô thị hạng 4 ở tỉnh Laguna, Philippines. Theo điều tra dân số năm 2000 của Philipin, đô thị này có dân số 24.574 người trong 4.914 hộ.

## Các đơn vị hành chính
Santa Maria được chia ra 25 barangay.
| - Adia - Bagong Pook - Bagumbayan - Bubukal - Cabooan - Calangay - Cambuja - Coralan - Cueva - Inayapan - Jose Laurel, Sr. - Kayhakat - Macasipac | - Masinao - Mataling-Ting - Pao-o - Parang Ng Buho - Barangay I - Barangay II - Barangay III - Barangay IV - Jose Rizal - Santiago - Talangka - Tungkod |